# Bistum Chur

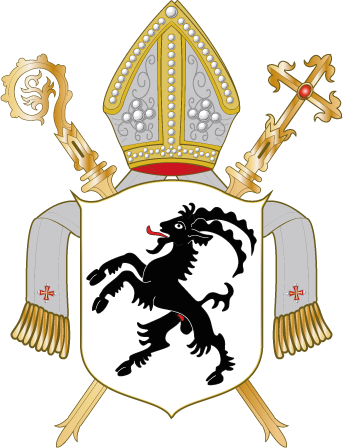
Wappen des Bistums Chur

Das römisch-katholische Bistum Chur (lat.: Dioecesis Curiensis) liegt im Osten der Schweiz und umfasst die Kantone Graubünden und Schwyz, sowie provisorisch seit 1819 Uri, Glarus, Obwalden, Nidwalden und Zürich. Patron des Bistums Chur ist der heilige Luzius und die Bischofskirche ist die Churer Kathedrale St. Maria Himmelfahrt.

## Geschichte

### Ursprünge

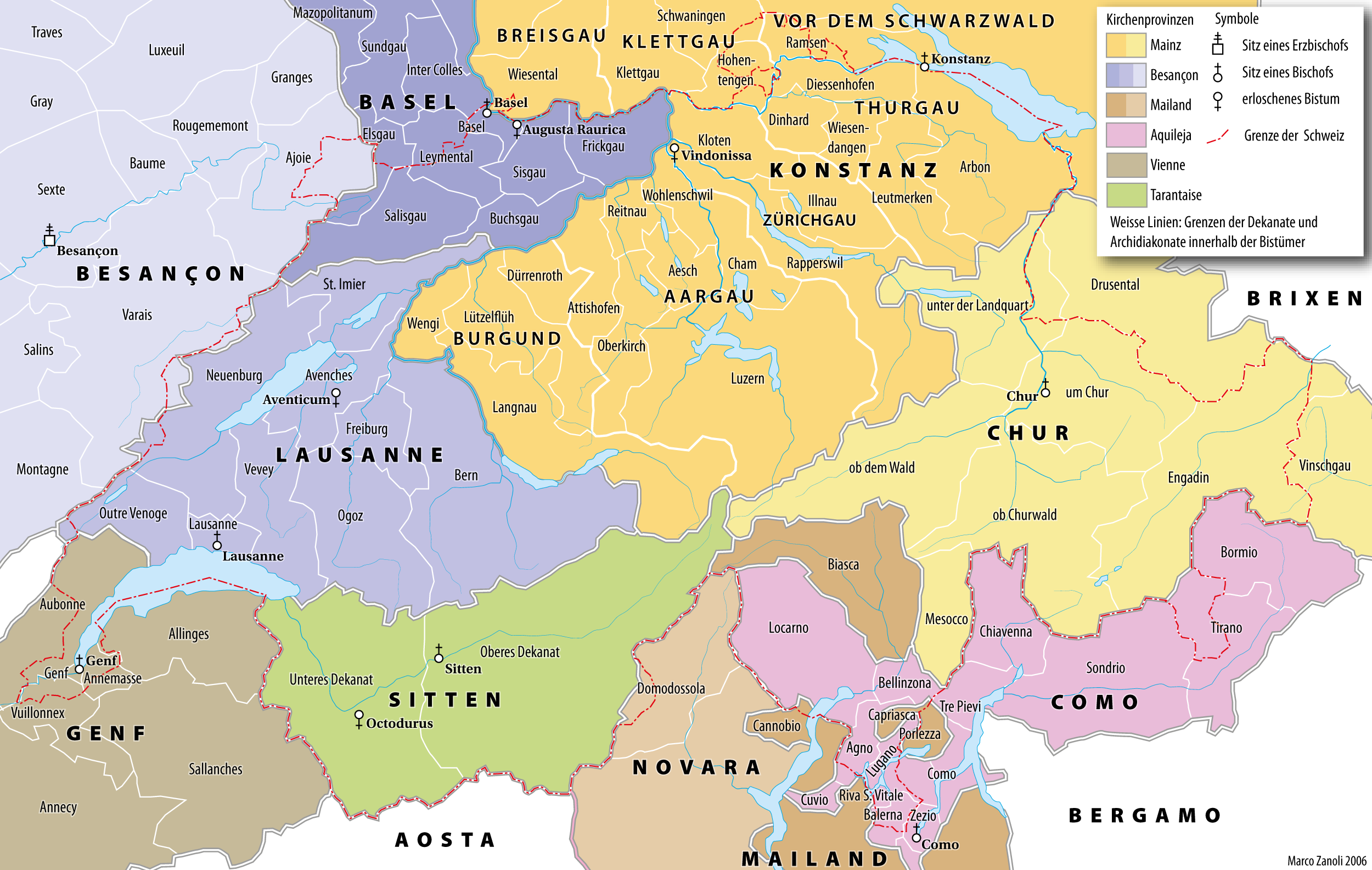
Die historische kirchliche Einteilung der Schweiz

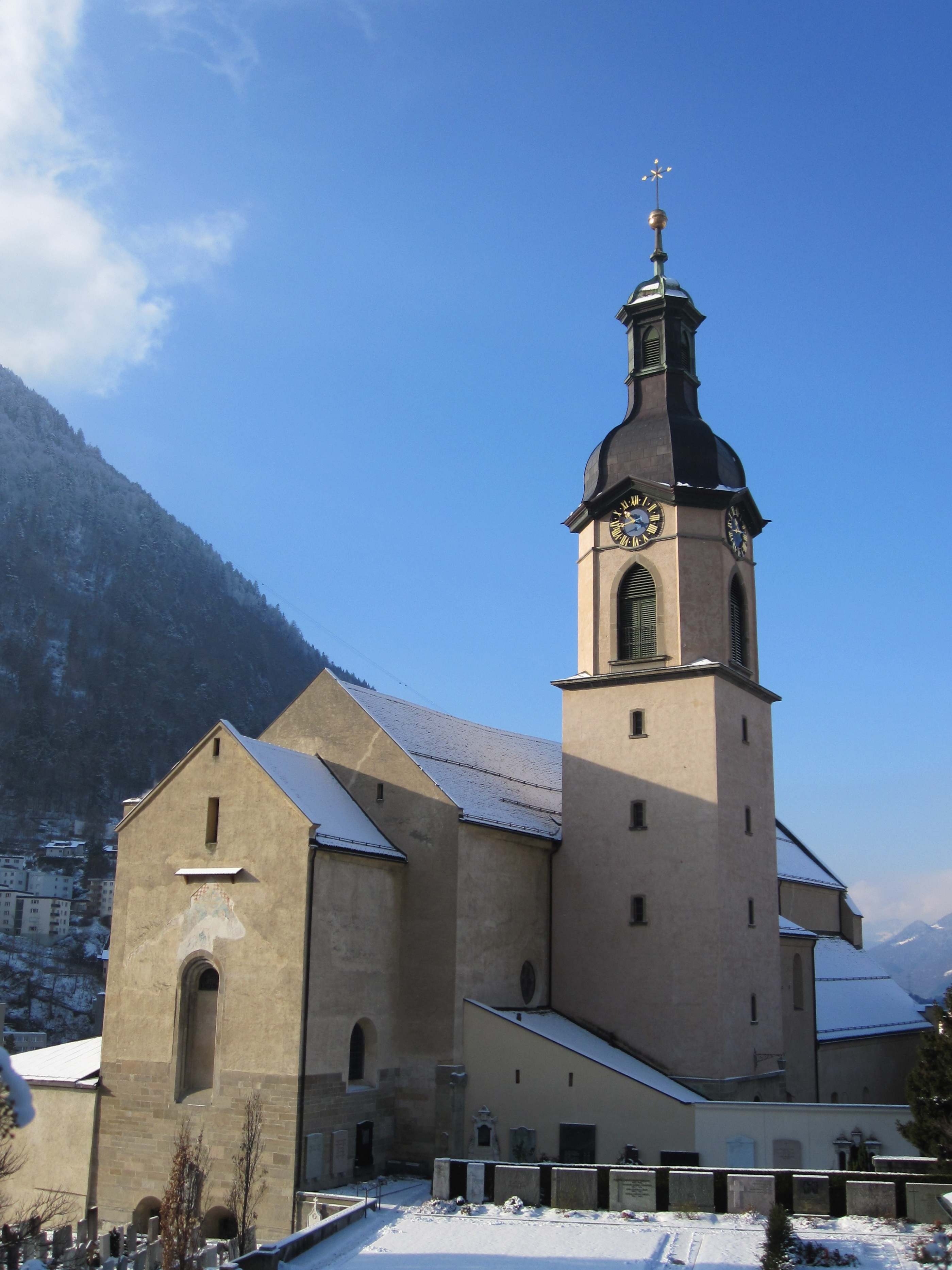
Die Kathedrale St. Maria Himmelfahrt von Norden

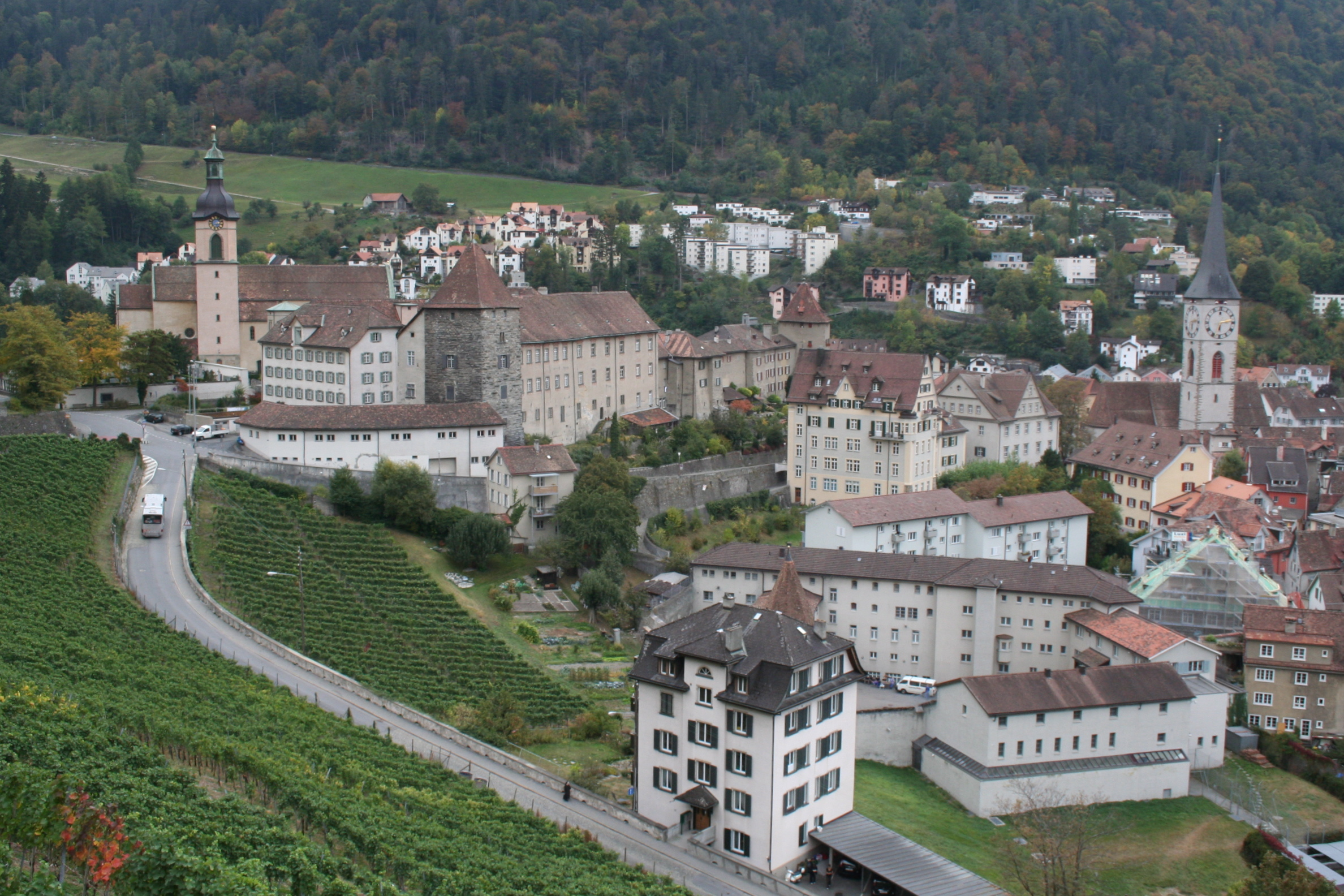
Links: Der Bischöfliche Hof in Chur

Das Bistum Chur entstand vermutlich im 4. Jahrhundert im Territorium von Churrätien. Mit Asinio wurde im Jahre 451/52 erstmals ein Bischof der Diözese Chur urkundlich erwähnt. Bekannt durch sein Testament wurde Bischof Tello im 8. Jahrhundert.
Sitz des Bischofs von Chur ist der Bischöfliche Hof in der Stadt Chur. Die gegenwärtige barocke Anlage, das Bischöfliche Schloss, stammt aus den Jahren 1732/33. Oberhalb des Hofs lag die Stephanskapelle, eine der ersten Friedhofskirchen Nordbündens.
Der Legende nach war Luzius von Chur, der im 5. oder 6. Jahrhundert in Chur als Märtyrer hingerichtet worden sein soll, der erste Bischof. Seine Gebeine werden in der Kathedrale in Chur aufbewahrt und er gilt als Patron des Bistums.

### Mittelalter
Der Bischof von Chur kontrollierte im Mittelalter als weltlicher Herrscher, als Fürstbischof des Heiligen Römischen Reiches, grosse Teile des heutigen Graubündens, Chiavenna, Bormio und den Vinschgau. Dabei stand er in ständigen Fehden, Kriegen und Rechtskonflikten mit seinen Ministerialen einerseits (Freiherren von Vaz, den Matsch, Sax-Misox, Werdenberg-Sargans u. a.) und konkurrierenden Landesherrschaften andererseits (Herzogtum Mailand, Grafschaft Tirol, Habsburger). Bereits im 14. Jahrhundert gingen die Grafschaften Chiavenna und Bormio an Mailand verloren. Auch der Vinschgau und das Unterengadin waren faktisch bereits in der Hand der Grafen von Tirol. Darauf schlossen sich die Untertanen des Bischofs, die so genannten „Gotteshausleute“, 1367 zum Gotteshausbund zusammen, um ihre Entfremdung vom zerfallenden Fürstbistum zu verhindern. Der Gotteshausbund war bis 1798 Teil des Freistaats der Drei Bünde. Der Bischof von Chur gehörte als Reichsfürst dem Österreichischen Reichskreis an.
Kirchlich unterstand das Bistum Chur zuerst als Suffragandiözese dem Erzbistum Mailand. Nach der Teilung des Fränkischen Reiches im Jahre 843 unterstand es dem Erzbistum Mainz und seiner Kirchenprovinz, seit 1803 direkt dem Papst.
König Otto I. verlieh den Bischöfen von Chur im Jahr 958 das Münzrecht, das diese aber bis in das 15. Jahrhundert hinein kaum genutzt haben. Später wurde es dafür intensiv ausgeübt.

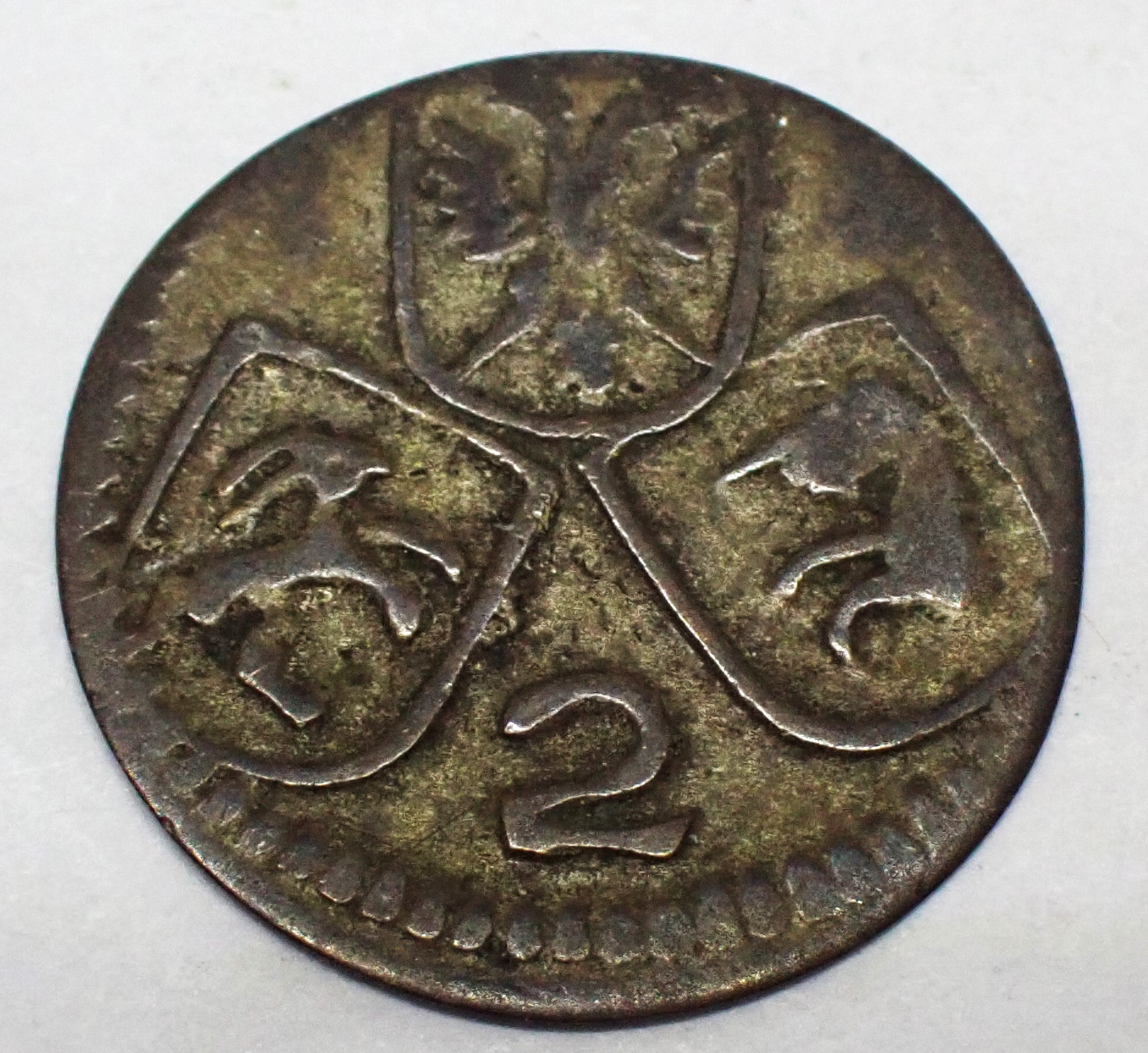
Einseitige 2-Pfennig-Münze des Bistums Chur, 17. Jahrhundert

### Reorganisation im 19. Jahrhundert
Im Jahre 1819 erhielt das Bistum Chur mit Ob- und Nidwalden, Teile von Uri, Schwyz, Glarus und Zürich Teile des erloschenen Bistums Konstanz zur provisorischen Administratur, nachdem es zuvor allerdings den Vinschgau und Teile Vorarlbergs verloren hatte. Mit der päpstlichen Bulle Ecclesias quae antiquitate vom 2. Juli 1823 wurde das neu geschaffene Bistum Chur-St. Gallen gegründet: St. Gallen war aber damit nicht einverstanden. Um den jahrelangen Streit zu beenden, teilte Papst Gregor XVI. deswegen 1836 das Doppelbistum Chur-St. Gallen und errichtete ein apostolisches Vikariat für St. Gallen, das 1847 in dem Bistum St. Gallen aufging.

### 20. und 21. Jahrhundert
Der Gebrauch des Titels Fürstbischof sowie die Verwendung der damit verbundenen weltlichen Würdezeichen (wie Fürstenhut und -mantel) wurde 1951 durch Papst Pius XII. auch formell abgeschafft.
In den 1990er Jahren war das Bistum Chur geprägt durch den Streit um den damaligen Bischof Wolfgang Haas. Während des Streites kam vielfach der Ruf nach Neuordnung des Bistums Chur auf, da insbesondere der zum Kanton Zürich gehörende Teil des Bistums und Teile der staatskirchenrechtlich verfassten katholischen Landeskirche Graubündens in scharfer Ablehnung zur Churer Bistumsführung stand. Der Heilige Stuhl löste das Problem jedoch 1997 nicht durch eine Neuordnung des Bistums und damit der Gründung eines Bistums Zürich, sondern durch die (kirchliche) Abtrennung des Fürstentums Liechtenstein vom Bistum Chur. Das Gebiet des Fürstentums Liechtenstein wurde zum Erzbistum Vaduz erhoben, und Wolfgang Haas wurde der erste Erzbischof.
Auf Haas folgte 1998–2007 Amédée Grab als Bischof; er galt als «Schlichter» und es sei ihm «gelungen, das gespannte Verhältnis zwischen dem Bischofssitz in Chur und der Kantonalkirche Zürich ‹in erstaunlich kurzer Zeit› zu entkrampfen.»
Mit dem Amtsantritt Vitus Huonder im September 2007 traten die Konflikte wieder hervor. Im Februar 2011 traten innerhalb weniger Tage zunächst der Regens des Priesterseminars St. Luzi in Chur, Ernst Fuchs, sowie der Generalvikar für den Kanton Graubünden, Andreas Rellstab, von ihren Ämtern zurück. Als Grund gaben sie jeweils nicht näher erläuterte Differenzen mit Bischof Vitus Huonder an. Zum Nachfolger von Fuchs wurde der Weihbischof des Bistums, Marian Eleganti, ernannt.
In einer am 24. Februar 2011 veröffentlichten Erklärung wandten sich 11 der 17 Dekane des Bistums gegen die Amtsführung des Bischofs, welche nach Ansicht der Unterzeichner „immer mehr Seelsorgende in die innere Emigration treibe“. Nachdem sich Huonder Ende März 2011 zu Konsultationen in Rom aufgehalten hatte, teilte er in einem Brief an die Katholiken des Bistums vom 7. April 2011 mit, dass er das volle Vertrauen von Papst Benedikt XVI. genieße und sein Amt als Bischof weiterführen wolle. Am 14. April 2011 gab Huonder die Ernennung von Andreas Fuchs zum neuen Generalvikar für den Kanton Graubünden bekannt, wobei Fuchs sein Amt erst im Sommer 2011 antreten sollte.
Angesichts des 2017 anstehenden Rücktrittsgesuchs von Huonder forderte der Generalvikar für die Urschweiz Martin Kopp eine Verschiebung der Bischofswahl in Chur und die Einsetzung eines auswärtigen Apostolischen Administrators. Seit dem 20. Mai 2019 war Pierre Bürcher Apostolischer Administrator des Bistums Chur. Eine am 23. November 2020 angesetzte Bischofswahl endete erfolglos. Das aus 22 Domherren bestehende Wahlgremium lehnte die Terna mit drei vom Heiligen Stuhl vorgeschlagenen Kandidaten ab.
Am 15. Februar 2021 ernannte Papst Franziskus nach fast zweijähriger Sedisvakanz Joseph Maria Bonnemain zum Bischof von Chur. Bonnemain wurde am 19. März 2021 zum Bischof geweiht.

## Liste der Bischöfe des Bistums Chur
450 bis heute
| von  | bis  | Jahre | Bischof                | |
| ---- | ---- | ----- | ---------------------- | --- |
| 1941 | 1962 | 22    | Christian Caminada     | † 1962 in Chur                                                                                                   |
| 1962 | 1990 | 28    | Johannes Vonderach     | |
| 1988 | 1998 | 10    | Wolfgang Haas          | Konflikte, Zürich will sich von Chur lösen. Liechtenstein wird abgetrennt und Haas nach Liechtenstein geschickt. |
| 1998 | 2007 | 9     | Amédée Grab            | als Schlichter                                                                                                   |
| 2007 | 2019 | 12    | Vitus Huonder          | Konflikte und Rücktritte                                                                                         |
| 2019 | 2021 | 2     | - Vakanz               | drei Kandidaten wurden 2020 abgelehnt                                                                            |
| 2021 |      |       | Joseph Maria Bonnemain | |

## Wappen
Das Wappen des Bistums Chur ist seit dem 13. Jahrhundert der aufrechte schwarze Steinbock auf silbernem Grund. Das Wappen wurde später auch vom Gotteshausbund übernommen und fand im 19. Jahrhundert so Eingang in das Wappen des Kantons Graubünden.

## Diözesankalender
Im Bistum Chur wird der Regionalkalender für das deutsche Sprachgebiet um die folgenden Eigenfeiern ergänzt (dahinter jeweils der Rang und die liturgische Farbe).
Abkürzungen: H = Hochfest, F = Fest, G = Gebotener Gedenktag, g = Nichtgebotener Gedenktag, GK = Generalkalender, RK = Regionalkalender
- 2. Juni: Kirchweihe der Kathedrale Chur – in der Kathedrale H, im übrigen Bistum F – weiß
- 16. Juni: Sel. Maria Theresia Scherer – g
- 12. Juli: Hll. Placidus von Disentis (Märtyrer (7./8. Jh.)) und Sigisbert von Disentis (Mönch (7./8. Jh.)) vom Kloster Disentis – G – rot
- 16. Juli: Hl. Muttergottes von Einsiedeln – G – weiß
- 16. August: Hl. Theodor von Sitten (Bischof von Octodurus-Martinach, Patron des Bistums Sitten (um 390)) – g – weiß
- 2. September: Sel. Apollinaris Morel (Ordenspriester, Märtyrer (1792)) – g – rot
- 11. September: Hll. Felix und Regula (Märtyrer (um 300)) – g, in Zürich H – rot
- 22. September: Hll. Mauritius und Gefährten (Märtyrer der Thebäischen Legion (um 300)) – G (RK: g) – rot
- 25. September: Hl. Niklaus von Flüe (Einsiedler, Friedensstifter, Landespatron der Schweiz (1487)) – H (RK: g) – weiß
- 30. September: Hll. Ursus und Viktor (Märtyrer, Patrone des Bistums Basel (um 300)) – g – rot. Der Gedenktag an den Hl. Hieronymus (im GK: G) ist im Bistum Chur ein nichtgebotener Gedenktag.
- 3. Oktober: Hl. Adalgott (Bischof von Chur (1160)) – g – weiß
- 3. Oktober: Jahrestag der Weihe der Kirchen im Kanton Obwalden, die ihren Weihetag nicht kennen – H – weiß
- 16. Oktober: Hl. Gallus (Mönch, Einsiedler, Glaubensbote am Bodensee, Patron des Bistums Sankt Gallen (um 645)) – G (RK: g) – weiß
- 16. November: Hl. Otmar von St. Gallen (Gründerabt von Sankt Gallen (759)) – G – weiß
- 17. November: Hl. Florinus vom Vintschgau (Pfarrer in Remüs (7. Jh.)) – G – weiß
- 2. Dezember: Hl. Luzius von Chur (Bischof von Chur, Märtyrer, Hauptpatron des Bistums (2./3. Jh.)) – H (RK: g) – rot